# Dusona sumatrana
Dusona sumatrana är en stekelart som beskrevs av Townes, Townes och Gupta 1961. Dusona sumatrana ingår i släktet Dusona och familjen brokparasitsteklar. Inga underarter finns listade i Catalogue of Life.